# Sobranecká rovina
Sobranecká rovina je geomorfologický podcelek Východoslovenské roviny. Nachází se na její severovýchodním okraji, v širším okolí Sobrance.

## Vymezení
Podcelek zabírá pás rovinatého území v severovýchodní části Východoslovenské roviny, vedoucí od Zemplínské šíravy po státní hranici s Ukrajinou. Ze severovýchodu a severu Sobraneckou rovinu vymezuje Podvihorlatská pahorkatina, severozápadním směrem leží Zemplínská Šírava a Zálužická pahorkatina, patřící do Východoslovenské pahorkatiny. Jihozápadním a jižním směrem pokračuje Východoslovenská rovina podcelky Závadská tabule, Senianský mokřad a Kapušianské pláňavy. 

## Chráněná území
Severozápadní okraj území sousedí s chráněným areálem Zemplínska šírava, který je jediným drobným chráněným územím v této části Východoslovenské roviny. 

## Osídlení
Rovinaté území patří mezi středně hustě osídlené oblasti a kromě města Sobrance ve střední části se zde nacházejí zejména menší obce.

## Doprava
Centrální částí území vede silnice I / 19 a v její trase vedená Evropská silnice E50, která směřuje na Ukrajinu. Severozápadní částí vede silnice II / 582, která spojuje severním břehem Zemplínské šíravy Michalovce a Sobrance.